# Rio Sabugi
Rio Sabugi är ett periodiskt vattendrag i Brasilien.   Det ligger i delstaten Rio Grande do Norte, i den östra delen av landet, 1 600 km nordost om huvudstaden Brasília.
Omgivningarna runt Rio Sabugi är huvudsakligen savann. Runt Rio Sabugi är det ganska glesbefolkat, med 48 invånare per kvadratkilometer.